# Сонэ, Кодзи
Кодзи Сонэ (яп. 曽根 康治 Сонэ Кодзи, 14 ноября 1928 — 27 апреля 1981) — японский дзюдоист, чемпион мира.

## Биография
Родился в Титибу префектуры Сайтама; окончил университет Мэйдзи. В 1958 году стал чемпионом мира и выиграл чемпионат Японии. На чемпионате мира 1961 года проиграл финальную схватку Антону Гесинку из Нидерландов. Впоследствии был тренером сборной Японии по дзюдо.